# Aartsbisdom Teresina
Het aartsbisdom Teresina (Latijn: Archidioecesis Teresiana, Portugees: Arquidiocese de Teresina) is een rooms-katholiek aartsbisdom in Brazilië met zetel in Teresina. Het omvat de volgende suffragane bisdommen:
- Bom Jesus do Gurguéia
- Campo Maior
- Floriano
- Oeiras
- Parnaíba
- Picos
- São Raimundo Nonato

Het aartsbisdom telt 1,208 miljoen inwoners, waarvan 90,8% rooms-katholiek is (cijfers 2020), verspreid over 67 parochies. De huidige aartsbisschop is Jacinto Furtado de Brito Sobrinho.

## Geschiedenis
Het bisdom Piauí werd in 1902 opgericht en was een afsplitsing van het bisdom São Luís do Maranhão. Het verloor in 1920 gebied aan de territoriale prelatuur Bom Jesu do Gurguéia en in 1944 aan de nieuwe bisdommen Parnaíba en Oeiras. Het bisdom veranderde in 1944 van naam in bisdom Teresina en werd in 1952 verheven tot aartsbisdom. Het verloor in 1974 gebied aan het nieuwe bisdom Picos en in 1975 aan Campo Maior. In juli 1980 bezocht paus Johannes Paulus II het aartsbisdom.

## Bisschoppen
- 1905-1910: Joaquim Antônio de Almeida
- 1913: Quintino Rodrigues de Oliveira e Silva
- 1914-1922: Octaviano Pereira de Albuquerque
- 1923-1955: Severino Vieira de Melo
- 1955-1971: Avelar Brandão Vilela
- 1971-1984: José Freire Falcão
- 1984-2001: Miguel Fenelon Câmara Filho
- 2001-2008: Celso José Pinto da Silva
- 2008-2011: Sérgio da Rocha
- 2012-heden: Jacinto Furtado de Brito Sobrinho